# 七亘村战斗
七亘村战斗又称七亘村之战，是中国抗日战争中中日双方的两场战斗。
1937年10月26日，八路军129师772团3营利用有利地形，伏击日军辎重部队，经两小时战斗，日军一部撤退，其余被全歼。3营伤亡10余人，歼灭日军300余人，缴获骡马300余匹及大批军用物质。
28日，3营再次再同一地域设伏。11时许，日军100余名骑兵和300余名步兵掩护辎重进入伏击圈，3营发起攻击战至黄昏，伤亡20余人，歼灭日军100余人，缴骡马数十匹。